# Willem van Rekum
Willem „Wim“ van Rekum (* 9. Juni 1892 in Arnhem; † 27. Dezember 1961 ebenda) war ein niederländischer Tauzieher und olympischer Silbermedaillengewinner.

## Karriere
Bei den Olympischen Sommerspielen 1920 im belgischen Antwerpen gewann van Rekum gemeinsam mit Wilhelmus Johannes Bekkers, Johannes Hengeveld, Sijtse Jansma, Henk Janssen, dem Bruderpaar Antonius und Willem van Loon sowie seinem Bruder Marinus van Rekum die Silbermedaille im Tauziehen. Bei dem am 17. und 18. August 1920 stattfindenden Wettbewerb trat die achtköpfige Mannschaft, deren Durchschnittsgewicht bei 85 Kilogramm pro Person lag, im ersten Wettkampf gegen die italienische Mannschaft an; das Duell gewannen die Niederländer nach 71 respektive 43,25 Sekunden mit 2:0. Der zweite Wettkampf gegen das Vereinigte Königreich ging nach 28,8 und 13,4 Sekunden mit 0:2 verloren, sodass die Mannschaft keine Chance mehr auf die Goldmedaille hatte. Den folgenden Wettkampf um die Silbermedaille gegen die heimischen Belgier entschieden die Niederländer nach 63,4 und 123 Sekunden mit 2:0 zu ihren Gunsten. Van Rekum und seine Mannschaft gewannen damit die erste Medaille in der olympischen Geschichte der Niederlande.
Van Rekum gehörte der Arnhemer Krachtsportvereniging Achilles an.